# 지열 에너지

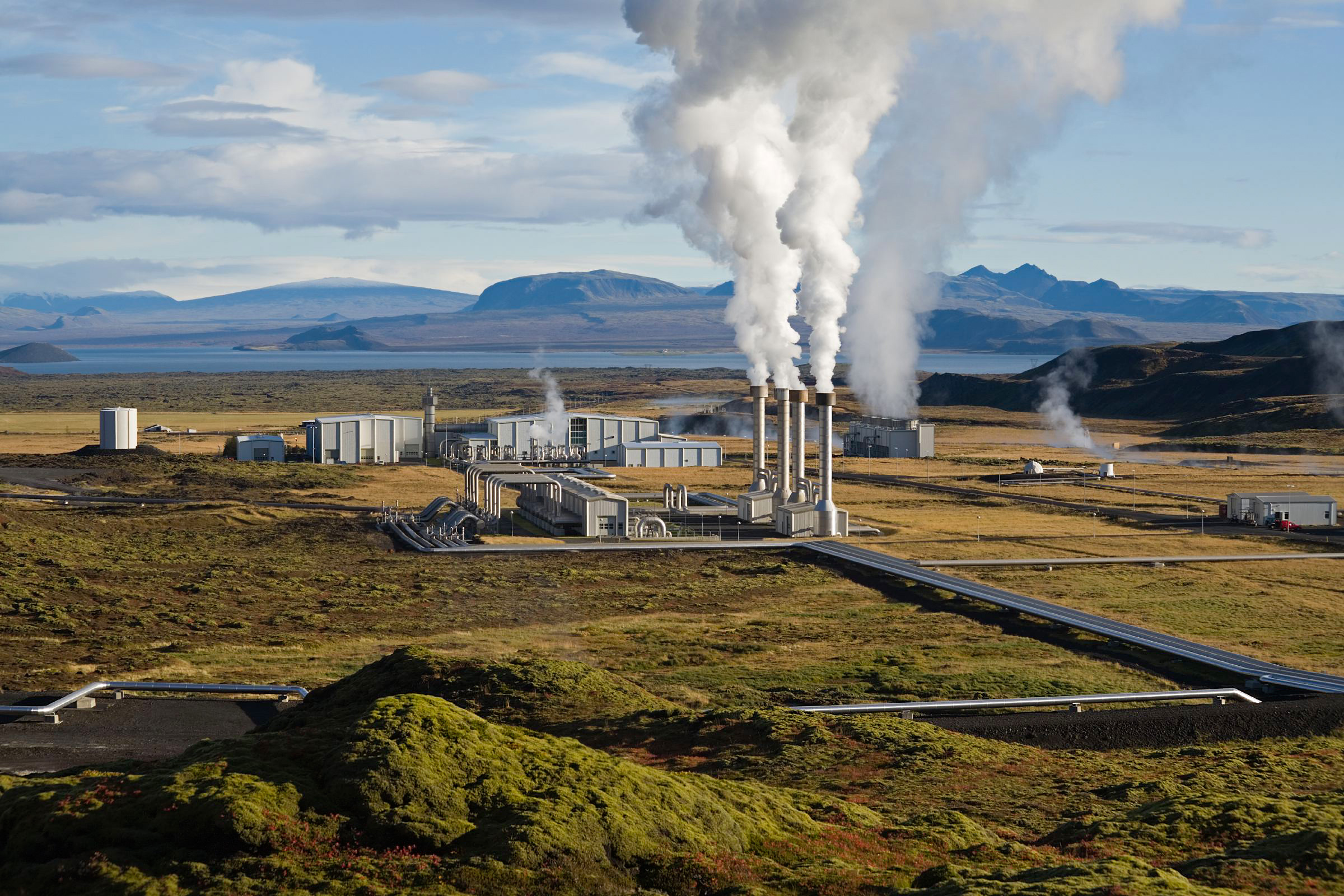
아이슬란드의 네스야벨리르 지열 발전소에서 피어오르는 증기

지열 에너지(Geothermal energy)는 행성의 형성, 그리고 현재는 불확실하지만 거의 동등한 비율을 갖추고 있을 것으로 추정되는 물질 방사성 붕괴에서 기원하는 지구 지각의 열에너지이다. 지구 내부의 고온과 고압은 일부 암석을 녹이고 딱딱한 맨틀을 유연하게 움직이도록 만들어주는 주변 암석보다 더 가볍고 구텐베르크 불연속면이 4000 °C에 도달할 수 있기 때문에 맨틀의 일부가 위로 대류하게 한다.

## 같이 보기
- 지열발전